# بيتر نورتن (ضابط)
بيتر نورتن (بالإنجليزية: Peter Norton)‏ هو ضابط بريطاني، ولد في 10 ديسمبر 1962 في إدمونتون ‏ في المملكة المتحدة.